# Jüri Järvet
Jüri Järvet, właśc. Gieorgij Kuzniecow (ur. 18 czerwca 1919 w Tallinnie, zm. 5 lipca 1995 tamże) – radziecki i estoński aktor.

## Życiorys
W 1920 jego matka przeniosła się do Moskwy. Gdy miał 5 lat, wychowywał się w obcej rodzinie, w 1936 zmienił nazwisko na Jüri Järvet. Pracował jako goniec biura fabrycznego, w 1941, podczas okupacji Estonii przez ZSRR, został wcielony do Armii Czerwonej, później zdemobilizowany. Pracował jako tancerz, następnie uczył się aktorstwa i w 1945 zaczął występować na scenie, a w latach 50. także w filmach – m.in. w 1968 zagrał Augusta Windischa w filmie Hullumeelsus (Obłęd) Kaljo Kiiska. Jego pierwszą znaną rolą była rola tytułowa w Królu Learze Grigorija Kozincewa (1971). W 1972 zagrał Dr Snauta w Solarisie Andrieja Tarkowskiego.

## Wybrana filmografia
- 1968: Hullumeelsus jako August Windisch
- 1968: Martwy sezon jako prof. O'Reilly
- 1971: Król Lear jako król Lear
- 1972: Solaris jako Dr Snaut
- 1992: Łza księcia ciemności jako stary zecer
- 1993: Tajemnica królowej Anny, czyli muszkieterowie 30 lat później jako generał jezuitów